# التبعات القانونية الناشئة عن سياسات وممارسات إسرائيل في الأرض الفلسطينية المحتلة بما فيها القدس الشرقية
إن العواقب القانونية الناشئة عن سياسات وممارسات إسرائيل في الأرض الفلسطينية المحتلة، بما فيها القدس الشرقية (طلب فتوى) هو إجراء في محكمة العدل الدولية، ناشئ عن قرار اعتمدته الجمعية العامة للأمم المتحدة في ديسمبر/كانون الأول 2022، تطلب من المحكمة إصدار رأي استشاري. في كانون الثاني/يناير 2023، وافقت محكمة العدل الدولية على طلب من الجمعية العامة للأمم المتحدة لإصدار رأي استشاري بشأن العواقب القانونية الناشئة عن سياسات وممارسات إسرائيل في الأراضي الفلسطينية المحتلة، بما فيها القدس الشرقية.
افتتحت جلسات الاستماع العامة يوم الاثنين 19 فبراير 2024 في مقر محكمة العدل الدولية في لاهاي، حيث قدمت 52 دولة وثلاث منظمات دولية حججًا قانونية - وهو أكبر عدد من الأطراف يشارك في أي قضية واحدة في تاريخ محكمة العدل الدولية. صدرت فتوى المحكمة في 19 يوليو 2024، والتي قررت أن الأراضي الفلسطينية تشكل وحدة سياسية واحدة وأن الاحتلال الإسرائيلي منذ عام 1967، وما تلا ذلك من إنشاء المستوطنات الإسرائيلية واستغلال الموارد الطبيعية، غير قانوني بموجب القانون الدولي. كما قضت المحكمة بضرورة قيام إسرائيل بدفع تعويضات كاملة للشعب الفلسطيني عن الأضرار التي سببها الاحتلال وقررت أن سياساتها تنتهك الاتفاقية الدولية للقضاء على جميع أشكال التمييز العنصري.

## خبفية التبعات
وقد وُفق على مشروع الاقتراح الذي أعدته دولة فلسطين من قبل لجنة المسائل السياسية الخاصة وإنهاء الاستعمار (اللجنة الرابعة) في 11 تشرين الثاني/نوفمبر 2022. وُفق عليه بأغلبية 98 صوتًا مقابل 17 وامتناع 52 عضوًا عن التصويت، وإرسل إلى الجمعية العامة. وقدمت نيكاراغوا مشروع القرار لأن فلسطين ليست عضوا كامل العضوية في الأمم المتحدة.
في 30 ديسمبر 2022، اعتمدت الجمعية العامة للأمم المتحدة القرار A/RES/77/247 بأغلبية 87 صوتًا مقابل 26 صوتًا وامتناع 53 عضوًا عن التصويت.
وأكدت محكمة العدل الدولية بتاريخ 20 يناير/كانون الثاني 2023 أن "الطلب حول إلى محكمة العدل الدولية عبر رسالة أرسلها الأمين العام للأمم المتحدة أنطونيو غوتيريش بتاريخ 17 يناير/كانون الثاني، سجل الطلب أمس الخميس".

## قرار الجمعية العامة للأمم المتحدة

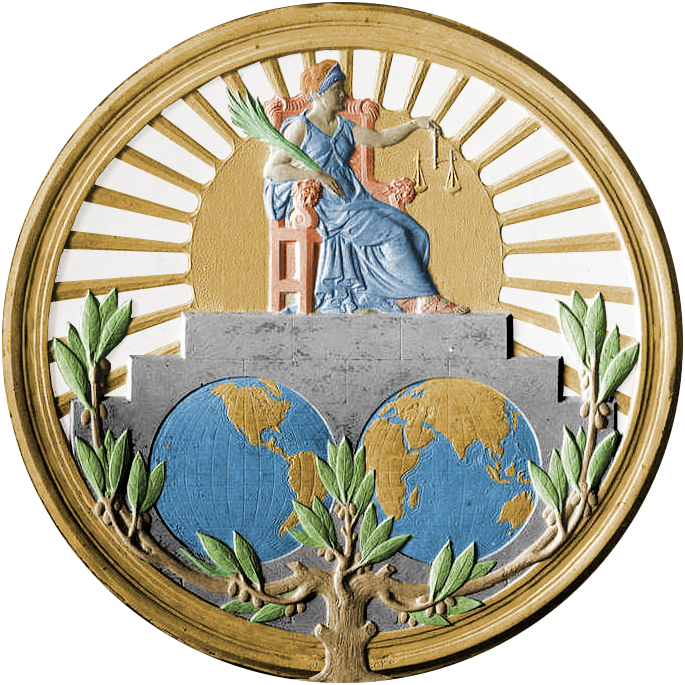
ختم محكمة العدل الدولية

تطلب الفقرة 18 من القرار من المحكمة إصدار فتوى بشأن المسائل التالية:
(أ) ما هي العواقب القانونية الناشئة عن انتهاك إسرائيل المستمر لحق الشعب الفلسطيني في تقرير المصير، نتيجة لاحتلالها الطويل الأمد واستيطانها وضمها للأرض الفلسطينية المحتلة منذ عام 1967، بما في ذلك التدابير الرامية إلى تغيير التركيبة السكانية؟ تكوين مدينة القدس المقدسة وطابعها ووضعها، ومن اعتمادها للتشريعات والتدابير التمييزية ذات الصلة؟

(ب) كيف تؤثر سياسات وممارسات إسرائيل المشار إليها في الفقرة 18 (أ) أعلاه على الوضع القانوني للاحتلال، وما هي التبعات القانونية التي تترتب على هذا الوضع بالنسبة لجميع الدول والأمم المتحدة؟

## تصويت لجنة المسائل السياسية الخاصة وإنهاء الاستعمار التابعة للأمم المتحدة
| التصويت | كمية | الدول |
| ------- | ---- | --- |
| مع      | 98   | أفغانستان، الجزائر، أنغولا، أنتيغوا وبربودا، الأرجنتين، أرمينيا، أذربيجان، جزر البهاما، البحرين، بنغلاديش، بربادوس، بلجيكا، بليز، بنين، بوتسوانا، البرازيل، بروناي دار السلام، كابو فيردي، كمبوديا، تشاد، شيلي، جمهورية الصين الشعبية.، جزر القمر، كوبا، جمهورية كوريا الشعبية الديمقراطية، جيبوتي، جمهورية الدومينيكان، مصر، السلفادور، الجابون، غامبيا، غينيا، غينيا بيساو، غيانا، إندونيسيا، جمهورية إيران الإسلامية، العراق، أيرلندا، الأردن، كازاخستان، كينيا، الكويت، قيرغيزستان، جمهورية لاو الديمقراطية الشعبية، لبنان، ليسوتو، ليبيا، لوكسمبورغ، ماليزيا، جزر المالديف، مالي، مالطا، موريتانيا، موريشيوس، المكسيك، منغوليا، المغرب، موزمبيق، ناميبيا، نيكاراغوا، النيجر، نيجيريا، عمان، باكستان، بنما. باراغواي، بيرو، بولندا، البرتغال، قطر، الاتحاد الروسي، سانت كيتس ونيفيس، سانت لوسيا، سانت فنسنت وجزر غرينادين، المملكة العربية السعودية، السنغال، سيراليون، سنغافورة، سلوفينيا، الصومال، جنوب أفريقيا، سريلانكا، السودان، سورينام، الجمهورية العربية السورية، طاجيكستان، تيمور الشرقية، ترينيداد وتوباغو، تونس، تركمانستان، تركيا، أوغندا، أوكرانيا، الإمارات العربية المتحدة، أوزبكستان، فيتنام، اليمن، زيمبابوي |
| ضد      | 17   | أستراليا، النمسا، كندا، جمهورية التشيك، إستونيا، ألمانيا، غواتيمالا، المجر، إسرائيل، إيطاليا، ليبيريا، ليتوانيا، جزر مارشال، ولايات ميكرونيزيا الموحدة، ناورو، بالاو، الولايات المتحدة. |
| ممتنع   | 52   | ألبانيا، أندورا، بيلاروسيا، البوسنة والهرسك، بلغاريا، بوروندي، الكاميرون، كولومبيا، كوستاريكا، كوت ديفوار، كرواتيا، قبرص، الدنمارك، الإكوادور، إريتريا، إثيوبيا، فنلندا، فرنسا، جورجيا، غانا، اليونان، هايتي، هندوراس، أيسلندا، الهند، اليابان، لاتفيا، ليختنشتاين، موناكو، الجبل الأسود، ميانمار، هولندا، نيوزيلندا، مقدونيا الشمالية، النرويج، الفلبين، جمهورية كوريا، جمهورية مولدوفا، رومانيا، رواندا، سان مارينو، صربيا، سلوفاكيا، سليمان. الجزر، جنوب السودان، إسبانيا، السويد، سويسرا، تايلاند، توغو، المملكة المتحدة، أوروغواي |
| غائب    | 26   | بوتان، بوليفيا، بوركينا فاسو، جمهورية أفريقيا الوسطى، الكونغو، جمهورية الكونغو الديمقراطية، دومينيكا، غينيا الاستوائية، إيسواتيني، فيجي، غرينادا، جامايكا، كيريباتي، مدغشقر، ملاوي، نيبال، بابوا غينيا الجديدة، ساموا، ساو تومي وبرينسيبي, سيشيل، تونغا، توفالو، جمهورية تنزانيا المتحدة، فانواتو، فنزويلا، زامبيا |
| المجموع | 193  | |

## تصويت الجمعية العمومية
| التصويت | كمية | الدول |
| ------- | ---- | --- |
| مع      | 87   | الجزائر، أنغولا، الأرجنتين، أرمينيا، أذربيجان، جزر البهاما، البحرين، بنغلاديش، بربادوس، بلجيكا، بليز، بوليفيا، بوتسوانا، بروني دار السلام، كمبوديا، تشيلي، جمهورية الصين الشعبية، كولومبيا، كوبا، جمهورية كوريا الشعبية الديمقراطية، جيبوتي، مصر، السلفادور، غابون، غرينادا، غينيا، غينيا - بيساو، غيانا، إندونيسيا، جمهورية إيران الإسلامية، العراق، أيرلندا، جامايكا، الأردن، كازاخستان، الكويت، قيرغيزستان، جمهورية لاو الديمقراطية الشعبية، لبنان، ليسوتو، ليبيا، لوكسمبورغ., ماليزيا، جزر المالديف، مالي، مالطا، موريتانيا، موريشيوس، المكسيك، منغوليا، المغرب، موزمبيق، ناميبيا، نيكاراغوا، نيجيريا، عمان، باكستان، باراجواي، بيرو، بولندا، البرتغال، قطر، الاتحاد الروسي، سانت كيتس ونيفيس، سانت لوسيا، سانت فنسنت وجزر غرينادين، المملكة العربية السعودية، السنغال، سيراليون، سنغافورة، سلوفينيا، الصومال، جنوب أفريقيا، سريلانكا، السودان، الجمهورية العربية السورية، طاجيكستان، ترينيداد وتوباغو، تونس، تركيا، تركمانستان، أوغندا، الدول العربية المتحدة الإمارات، فيتنام، اليمن، زامبيا، زيمبابوي |
| ضد      | 26   | ألبانيا، أستراليا، النمسا، كندا، كوستاريكا، كرواتيا، جمهورية التشيك، جمهورية الكونغو الديمقراطية، إستونيا، ألمانيا، غواتيمالا، المجر، إسرائيل، إيطاليا، كينيا، ليبيريا، ليتوانيا، جزر مارشال، ولايات ميكرونيزيا الموحدة، ناورو، بالاو، بابوا غينيا الجديدة، رومانيا، توغو، المملكة المتحدة، الولايات المتحدة |
| ممتنع   | 53   | أندورا، بيلاروسيا، البوسنة والهرسك، البرازيل، بلغاريا، بوروندي، الكاميرون، كوت ديفوار، قبرص، الدنمارك، جمهورية الدومينيكان، الإكوادور، إريتريا، إثيوبيا، فيجي، فنلندا، فرنسا، جورجيا، غانا، اليونان، هايتي، هندوراس، أيسلندا، الهند، اليابان، كيريباتي، لاتفيا، ليختنشتاين، ملاوي، موناكو، الجبل الأسود، ميانمار، هولندا، نيوزيلندا، النرويج، بنما، الفلبين، جمهورية كوريا، جمهورية مولدوفا، رواندا، ساموا، سان مارينو، صربيا، سلوفاكيا، جزر سليمان، جنوب السودان، إسبانيا، السويد، سويسرا، تايلاند، تنزانيا، أوروغواي، فانواتو |
| غائب    | 27   | أفغانستان، أنتيغوا وبربودا، بنين، بوتان، بوركينا فاسو، الرأس الأخضر، جمهورية أفريقيا الوسطى، تشاد، جزر القمر، الكونغو، دومينيكا، غينيا الاستوائية، إيسواتيني، غامبيا، مدغشقر، نيبال، النيجر، مقدونيا الشمالية، ساو تومي وبرينسيبي، سيشيل, سورينام، تيمور الشرقية، تونغا، توفالو، أوكرانيا، أوزبكستان، فنزويلا |
| المجموع | 193  | |

## ردود الفعل على قرار الجمعية العامة للأمم المتحدة
وأشاد رياض المالكي وزير الخارجية والمغتربين بدولة فلسطين بالقرار ووصفه بأنه "نجاح وإنجاز دبلوماسي وقانوني". وأعرب المالكي عن شكره للدول التي أيدت القرار برعايته والتصويت لصالحه. وحث الدول التي لم تؤيد القرار على "الالتزام بالقانون الدولي وتجنب الوقوف على الجانب الخطأ من التاريخ". وقبل أيام من التصويت النهائي، وفي محاولة لعرقلة إحالة الصراع إلى لاهاي، كتب رئيس الوزراء الإسرائيلي آنذاك يائير لابيد إلى 50 دولة يحثهم فيها على عدم دعم القرار في الجمعية العامة.
ورحبت منظمة التعاون الإسلامي بموافقة الجمعية العامة على القرار، "مشيدة بمواقف الدول التي أيدته، والتي تؤكد التزامها بالقانون الدولي، وتنسجم مع دعمها التاريخي للقضية الفلسطينية".

## تقديمات إلى المحكمة
وحددت المحكمة يوم 25 يوليو/تموز 2023 موعدًا نهائيًا لتقديم البيانات المكتوبة، و25 أكتوبر/تشرين الأول 2023 موعدًا نهائيًا لتقديم التعليقات الكتابية على البيانات التي أدلت بها دول أو منظمات أخرى.
في 7 أغسطس/آب، أعلنت المحكمة أنه قدم 57 بيانًا مكتوبًا في سجل المحكمة، بما في ذلك ثلاثة بيانات مكتوبة من المنظمات الدولية (جامعة الدول العربية، ومنظمة التعاون الإسلامي، والاتحاد الأفريقي) مع المنظمات الأخرى من فلسطين والدول الأعضاء في الأمم المتحدة. ووفقاً لصحيفة لوموند، فإن 57 مذكرة مكتوبة تمثل رقماً قياسياً (أكثر مما تلقى في أي قضية أخرى) منذ إنشاء المحكمة في عام 1945، وهو ما تعتبره الصحيفة بمثابة انتصار صغير للفلسطينيين.
لن تنشر المحكمة البيانات المكتوبة حتى بدء جلسات الاستماع العامة، ولكن وفقًا لصحيفة لوموند، تعترف الغالبية العظمى من المذكرات الـ 57 باختصاص المحكمة في إصدار رأي حول القضايا المثارة؛ فقط حوالي 10 طلبات أو نحو ذلك تعترض على الإحالة إلى المحكمة.
وفي 14 نوفمبر/تشرين الثاني، أعلنت المحكمة أن المحكمة قبلت 15 تعليقًا على البيانات المكتوبة.

### فلسطين
في 24 يوليو 2023، خلال اجتماع في لاهاي، قام وزير الخارجية والمغتربين الفلسطيني، رياض المالكي، بتسليم الطلب الفلسطيني.

### كندا
في 14 تموز/يوليو 2023، جادلت حكومة كندا بأن على المحكمة أن تمارس سلطتها التقديرية في رفض إصدار رأي استشاري، لأن إسرائيل لم تقبل اختصاص المحكمة في هذه المسألة، وقد أنشأ مجلس الأمن التابع للأمم المتحدة إطارًا لإصدار رأي استشاري. الأطراف لحل النزاع من خلال المفاوضات.

### فرنسا
ورغم امتناع فرنسا عن التصويت في الجمعية العامة على القرار الذي طلب الفتوى من المحكمة، قدمت فرنسا بيانا إلى المحكمة من نحو 20 صفحة، أعادت فيه التأكيد على الطبيعة غير القانونية للاستعمار، وسردت الالتزامات القانونية للمحتل في الأراضي الفلسطينية. الأراضي المحتلة، بما فيها القدس الشرقية، ويشير إلى خطر الضم بحكم الأمر الواقع.

### إسرائيل
وبحسب ما ورد قدمت حكومة إسرائيل مذكرات إلى المحكمة تدعي فيها أن المحكمة تفتقر إلى سلطة الفصل في النزاع الإسرائيلي الفلسطيني، وأنه ينبغي بدلاً من ذلك حله عن طريق المفاوضات المباشرة بين إسرائيل والسلطة الفلسطينية.

### المملكة المتحدة
ويعارض تقديم المملكة المتحدة الاستماع إلى القضية في محكمة العدل الدولية.

## العروض الشفهية
بدأ العرض الشفهي للحجج في 19 فبراير 2024. وفي ذلك التاريخ، قدم الوفد الفلسطيني حججه. وقدمت البلدان التالية مرافعات شفهية في القضية:

### أفريقيا
- الاتحاد الإفريقي: قال ممثل الاتحاد الأفريقي، البروفيسور محمد هلال، إن "الظلم الذي يتعرض له شعب غزة يحتم وضع حد لإفلات إسرائيل من العقاب ومحاسبتها عن سيادة القانون".[38]
- ليبيا: قال الممثل الليبي إن للفلسطينيين الحق في تقرير المصير.[39]
- ناميبيا: صرحت وزيرة العدل الناميبي إيفون داوساب بأن "الفلسطينيين والناميبيين عانوا من فقدان الكرامة الإنسانية. والسرقة الصريحة لأراضيهم ومواردهم الطبيعية. ولا يمكننا أن نغض الطرف عن الفظائع الوحشية المرتكبة ضد الشعب الفلسطيني".[40]
- جنوب إفريقيا: وقالت جنوب أفريقيا إن الاحتلال الإسرائيلي يرقى إلى مستوى الفصل العنصري الاستعماري، وأن المستوطنات بحاجة إلى تفكيكها، ويجب دفع التعويضات للفلسطينيين.[41]
- السودان: وحث الممثل السوداني المحكمة على إصدار فتوى للإسرائيليين والفلسطينيين "لمضاعفة جهودهم لتحقيق السلام والأمن".[42]

### الأمريكتين
- بليز: وقال ممثل بليز إن غزة لا تزال محتلة على الرغم من انسحاب إسرائيل عام 2005.[43]
- بوليفيا: وقال ممثل بوليفيا إن سياسات الاحتلال الإسرائيلي وممارساته تنتهك القانون الدولي.[44]
- البرازيل: دعا المحامي البرازيلي إلى حل الدولتين وقال إن الاحتلال الإسرائيلي يشكل انتهاكا للقانون الدولي.[45]
- تشيلي: وقال ممثل شيلي: "بفضل أعمالها، بما في ذلك استغلال الموارد الطبيعية، وسياسات المستوطنات، وإقامة الجدار، وإضفاء الشرعية على البؤر الاستيطانية، من بين أمور أخرى، أظهرت إسرائيل عزمها على السيطرة إلى أجل غير مسمى على الأراضي الفلسطينية المحتلة ".[46]
- الولايات المتحدة: ويجب أن يستمر الاحتلال دفاعاً عن إسرائيل.[47]

### آسيا
- بنغلاديش: وقالت بنجلاديش إنه يتعين على إسرائيل سحب قواتها من الأراضي المحتلة وتفكيك جميع الهياكل الاستيطانية.[48]
- الصين:وقال الممثل الصيني إن الفلسطينيين، كشعب محتل، لهم الحق في المقاومة.[49]
- إندونيسيا: صرحت وزيرة الخارجية الإندونيسية ريتنو مارسودي بأن "الاحتلال الإسرائيلي غير القانوني وفظائعها يجب أن يتوقف ولا ينبغي تطبيعه أو الاعتراف به. ومن الواضح أن إسرائيل ليس لديها أي نية للالتزام بالالتزامات القانونية الدولية".[50]
- اليابان: صرح المستشار القانوني لوزارة الخارجية اليابانية بأن "حل الدولتين، حيث تعيش إسرائيل والدولة الفلسطينية المستقلة المستقبلية جنبًا إلى جنب في سلام وكرامة، يظل هو المسار الوحيد القابل للتطبيق لكلا الشعبين".[51]
- باكستان: صرح وزير القانون والعدل أحمد عرفان أسلم أن الاحتلال الإسرائيلي يمكن التراجع عنه، مستشهداً بانسحاب فرنسا من مليون مستوطن في الجزائر عام 1962.[52]

### أوروبا
- أيرلندا: وقال الممثل الأيرلندي: "إن إسرائيل، من خلال احتلالها المطول للأراضي الفلسطينية، والأنشطة الاستيطانية التي قامت بها هناك لأكثر من نصف قرن، قد ارتكبت انتهاكات خطيرة لعدد من القواعد القطعية للقانون الدولي العام".[53]
- بلجيكا: وذكر الخبير القانوني الذي يمثل بلجيكا أن الاحتلال الإسرائيلي يسعى إلى إحداث تغيير ديموغرافي دائم وينتهك القواعد الأساسية للقانون الدولي.[54]
- لوكسمبورغ: وقال المحامي الذي يمثل لوكسمبورغ إن "الأنشطة الاستعمارية التي تقوم بها إسرائيل لا يمكن تبريرها في إطار الدفاع عن النفس"، وأشار إلى أن أفعالها تنتهك اتفاقية جنيف الرابعة.[55]
- هولندا: قال ممثل هولندا رينيه جي إم لوفيبر إن الأشخاص الخاضعين للاحتلال لهم الحق في تقرير المصير.[56]
- النرويج: صرح وزير الخارجية النرويجي إسبن بارث إيدي بأن "الظلم الذي يتعرض له الفلسطينيون يجب أن يتوقف" وقال إن حل الدولتين هو "الحل الوحيد للصراع بين إسرائيل وفلسطين".[57]
- روسيا: وذكر الممثل الروسي أن إسرائيل بحاجة إلى "وقف جميع الأنشطة الاستيطانية في الأراضي المحتلة".[58]
- سلوفينيا: وقالت سلوفينيا إن الفلسطينيين لديهم "حق الإنسان الأساسي" في تقرير المصير وأن الاحتلال الإسرائيلي يشكل عائقاً أمام هذا الحق.[59]
- سويسرا: وذكر الممثل السويسري أن الاحتلال الإسرائيلي "لا يمكن تبريره بموجب المتطلبات الأمنية لأنه يؤثر على رفاهية السكان وهو تمييزي بطبيعته".[60]
- المملكة المتحدة: واعترف الممثل البريطاني بأن الاحتلال الإسرائيلي غير قانوني لكنه قال إنه لا ينبغي للمحكمة أن تصدر حكما بشأنه.[61]

### الشرق الأوسط
- جامعة الدول العربية: صرح رالف وايلد، ممثلاً لجامعة الدول العربية، أنه لا يوجد "أساس قانوني مستتر" لاستمرار إسرائيل في احتلالها؛ واختتم حديثه باقتباس قول الشاعر الفلسطيني رفعت العرير: "إذا كان لا بد لي من أن أموت، فعليك أن تعيش لتحكي قصتي. إذا كان لا بد لي من أن أموت، فليحمل ذلك الأمل. فلتكن قصة".[62]
- إيران: صرحت إيران بأن إنهاء الاحتلال "مسؤولية قانونية وأخلاقية جماعية" و"يجب ألا نترك الفلسطينيين بمفردهم ونخذلهم".[63]
- العراق: وقال المندوب العراقي إن العراق "يشعر بقلق بالغ إزاء المعاناة الإنسانية التي يتعرض لها الفلسطينيون في جميع أنحاء دولة فلسطين".[64]
- الأردن: صرح مايكل وود، ممثل الأردن، أن "الطريقة الوحيدة لممارسة الحق الفلسطيني في تقرير المصير هي إنهاء الاحتلال الإسرائيلي". وأضاف أيمن الصفدي: "الاحتلال غير قانوني وغير إنساني ويجب أن ينتهي، لكن إسرائيل تعمل على ترسيخ الاحتلال بشكل منهجي".[65]
- الكويت: وذكر ممثل الكويت أن "سلطة الاحتلال شنت حربا غير مشروعة على الفلسطينيين في غزة اتسمت بانتهاكات عديدة للقانون الدولي".[66]
- لبنان: وقال المندوب اللبناني: "منذ عام 1967، ترتكب إسرائيل جريمة العدوان، باحتلال الأراضي بشكل غير قانوني قبل ضمها".[67]
- سلطنة عمان: وقال المندوب العماني إن الفلسطينيين "يعيشون تحت الاحتلال والقمع والظلم والإذلال اليومي، في حين فشل المجتمع الدولي في مساعدتهم في تحقيق تطلعاتهم إلى دولة مستقلة".[68]
- قطر: وذكر المحامي القطري أن محكمة العدل الدولية لديها "تفويض واضح، بل ومسؤولية واضحة لمعالجة هذا الوضع غير المقبول. إن مصداقية النظام القانوني الدولي تعتمد على رأيك ولا يمكن أن تكون المخاطر أكبر"".[69]
- السعودية: صرح المبعوث السعودي زياد العطية أن إسرائيل ارتكبت "انتهاكات فاضحة لالتزاماتها الدولية الأساسية" تجاه الفلسطينيين الخاضعين للاحتلال.[70]

## تفاعلات
صرح دانييل ليفي، المحلل السياسي، أن قضية محكمة العدل الدولية ستجعل الأطراف الثالثة تحسب عواقب "التواطؤ في هذا الانتهاك للقانون الدولي وفي ضمان إفلات الطرف المخالف، أي إسرائيل، من العقاب".

## روابط خارجية
- نظرة عامة على القضية (من موقع محكمة العدل الدولية)
- النص الكامل لقرار الجمعية العامة للأمم المتحدة
- السجلات الحرفية من 19 إلى 21 فبراير 2024
- إدخال مدونة من المجلة الأوروبية للقانون الدولي: تحدث! (مدونة المجلة الأوروبية للقانون الدولي)
- دخول بلوق من الرأي القانوني| الميثاق                   | - الديباجة                                                                                                                                                                                                                                                                                                                                                                                                                                                                                                                                                                                                                                                                                                                                                                                                                                                                                                                                                                |
| الأجهزة الرئيسية          | - الأمانة العامة - الأمين العام - نائب الأمين العام - وكيل الأمين العام - الجمعية العامة - الرئيس - محكمة العدل الدولية - النظام الأساسي - مجلس الأمن - الأعضاء - الرئيس - المجلس الاقتصادي والاجتماعي - الرئيس - مجلس الوصاية |
| برامج وصناديق وهيئات أخرى | - ثقافة السلام - مركز التجارة الدولي - اللجنة الدولية للتغيرات المناخية - الوكالة الدولية للطاقة الذرية - مينورسو - برنامج فيروس نقص المناعة البشرية - المحكمة الخاصة بسيراليون - مؤتمر التجارة والتنمية - لجنة القانون التجاري الدولي - صندوق تنمية رأس المال - التواصل العالمي - برنامج الأمم المتحدة الإنمائي - عمليات السلام - قوات حفظ السلام - برنامج الأمم المتحدة للبيئة - اوزون أكشن - صندوق الشراكات الدولية - صندوق الأمم المتحدة للسكان - برنامج المستوطنات البشرية - مفوضية حقوق الإنسان - مفوضية شؤون اللاجئين - مجلس حقوق الإنسان - يونيسف - المعهد الإقليمي لبحوث الجريمة والعدالة - معهد بحوث نزع السلاح - معهد التدريب والبحث - شبكة الأمم المتحدة للمحيطات - مكتب المخدرات والجريمة - مكتب خدمة المشروعات - يونوسات - معهد بحوث التنمية الاجتماعية - أونروا - مجموعة التنمية المستدامة - كلية موظفي منظومة الأمم المتحدة - جامعة الأمم المتحدة - يونو أوب - معهد دراسات التكامل الإقليمي - متطوعي الأمم المتحدة - هيئة المرأة - برنامج الأغذية العالمي |
| وكالات متخصصة             | - فاو - منظمة الطيران المدني الدولي - الصندوق الدولي للتنمية الزراعية - منظمة العمل الدولية - صندوق النقد الدولي - المنظمة البحرية الدولية - الاتحاد الدولي للاتصالات - الاتحاد العالمي للمنظمات الهندسية - يونسكو - منظمة الأمم المتحدة للتنمية الصناعية - منظمة السياحة العالمية - الاتحاد البريدي العالمي - منظمة الصحة العالمية - المنظمة العالمية للملكية الفكرية - المنظمة العالمية للأرصاد الجوية - مجموعة البنك الدولي - البنك الدولي للإنشاء والتعمير - مؤسسة التنمية الدولية - مؤسسة التمويل الدولية |
| الأمانة العامة وأقسامها   | - المقر - مبعوث الشباب - المتحدث الرسمي باسم الأمين العام - جنيف - قصر الأمم - نيروبي - فيينا - الشؤون الاقتصادية والاجتماعية - الشؤون السياسية وبناء السلام - مكتبة داغ همرشولد - السلامة والأمن - حقوق الفلسطينيين - عمليات السلام - الرقابة الداخلية - الشؤون القانونية - الدول النامية - الرياضة لأغراض التنمية والسلام - شؤون نزع السلاح - شؤون الفضاء الخارجي - الشراكات - تنسيق الشؤون الإنسانية - قائمة المنظمات حسب الموقع - العنف الجنسي في حالات النزاع |

| السنوات السابقة   | - الاتحاد الدولي للاتصالات - الاتحاد البريدي العالمي - مؤتمر السلام الدولي - محكمة التحكيم الدائمة - عصبة الأمم - الأرشيف - ميثاق - تنظيم - الأعضاء                                                    |
| السنوات التحضيرية | - إعلان لندن (1941) - ميثاق الأطلسي (1941) - إعلان الأمم المتحدة (1942) - مؤتمر موسكو (1943) - مؤتمر طهران (1943) - مؤتمر دومبارتون أوكس (1944) - مؤتمر يالطا (1945) - مؤتمر المنظمة الدولية (1945)    |
| النشاطات          | - بعثات حفظ السلام - تاريخ [لغات أخرى]‏ - الجدول الزمني [لغات أخرى]‏ - الإعلان العالمي لحقوق الإنسان - الصياغة - يوم حقوق الإنسان - اتساع الأمم المتحدة - اتفاقية حقوق الطفل - إعلان حقوق الشعوب الأصلية |